# 崔行功
崔行功（？—674年），恆州井陘（今屬河北）人，唐代官員、醫學家。

## 生平
崔行功属博陵崔氏的博陵大房，是北齊南鉅鹿太守崔伯謙的曾孫。自幼聰穎好學，中書侍郎唐儉愛其才，以女妻之。高宗時，累轉吏部郎中。歷任通事舍人、司文郎中、秘書少監。魏徵編寫《四部群書》、《文思博要》，均邀請崔行功參與編修。房玄龄、褚遂良等修撰《晋书》，崔行功也参与其事。唐高宗時，負責起草詔書，知醫術。著作有《崔行功集》六十卷，醫學著作《崔氏纂要方》十卷、《千金秘要備極方》一卷。

## 子孙
- 崔旻
  - 崔誠，左金吾將軍
  - 崔訓，文州刺史
  - 崔訢，華州刺史。孙崔太素
- 崔景。孙崔曙
- 崔昱。孙崔峒，左補闕
- 崔晷。曾孙崔損
- 崔晃
  - 崔銑，駙馬都尉、太僕卿
    - 崔鸞，信王傅
- 崔暈
- 崔晨。孙崔續，和州刺史
- 崔昊，眉州刺史